# Helmut Kunz
Helmut Kunz (Ettlingen, 26 settembre 1910 – Freudenstadt, 1976) è stato un militare e criminale tedesco, dentista delle SS a cui fu ordinato, dopo il suicidio di Adolf Hitler, di somministrare degli anestetici ai sei figli di Joseph Goebbels prima che fossero uccisi.

## Biografia
Kunz nacque a Ettlingen, in Germania. Iniziò a studiare legge, ma successivamente studiò odontoiatria. Scrisse la tesi di laurea riguardo a "gli studi sulle carie tra gli scolari come conseguenza della loro alimentazione infantile". Nel 1936 aprì uno studio dentistico a Lucka, a sud di Lipsia. Nello stesso anno si unì alle SS, nell'unità Sturm 10/48.

### Primi anni nelle SS
Nel 1939 Kunz era un membro della 3. SS-Panzerdivision "Totenkopf". Nel 1941 fu ferito gravemente e assegnato all'ufficio medico delle Waffen-SS a Berlino come assistente del dentista-generale. Nel tardo aprile 1945 fu assegnato alla Cancelleria del Reich a Berlino.

### Uccisione dei figli di Goebbels
A differenza di molti altri leader nazisti, Joseph Goebbels all'aprile 1945 continuava a mostrare un forte sostegno per Hitler, tanto da spostarsi assieme a tutta la sua famiglia nel Vorbunker, connesso al Führerbunker, sotto il giardino della Cancelleria del Reich a Berlino. Magda Goebbels fu la prima paziente di Kunz nella Cancelleria, in quanto aveva sviluppato un ascesso sotto l'arcata della mascella inferiore. Il 27 aprile 1945 Magda prese in disparte Kunz per chiedergli aiuto nell'uccisione dei suoi figli. Dopo aver incontrato i figli di Magda, se ne andò e riprese il suo posto nella Cancelleria.
Il 1º maggio, Magda gli telefonò chiedendogli di recarsi nel Vorbunker. Una volta lì, lei gli riferì della morte di Hitler e del fatto che alcuni gruppi stavano cercando di oltrepassare le linee sovietiche, ma che i Goebbels avevano deciso che era giunta l'ora di morire. Magda e suo marito insistettero affinché Kunz li aiutasse ad uccidersi. Kunz iniettò una dose di morfina, che Magda aveva ottenuto dal dr. Ludwig Stumpfegger, ai figli dei Goebbels per addormentarli prima di ucciderli con delle capsule di cianuro.

### La cattura e gli ultimi anni
Dopo aver aiutato i Goebbels, Kunz rientrò all'infermeria d'emergenza dove rimase fino al 2 maggio, giorno in cui fu fatto prigioniero dalle truppe dell'Armata Rossa. Assieme a lui furono catturati il dr. Werner Haase, Erna Flegel, Liselotte Chervinska e altre due infermiere. Knuz trascorse dieci anni in prigionia in Russia, per poi tornare a Münster. Nel 1955 un ex-sergente delle Waffen-SS, un certo Harri Mengershausen, accusò Kunz di essere coinvolto nella morte dei figli di Goebbels.
Nella sua testimonianza, Kunz disse che aveva iniettato loro la morfina fornitagli da Magda Goebbels e dal dr. Ludwig Stumpfegger, il quale poi uccise i figli con delle capsule di cianuro. Questa testimonianza contraddiceva quella dell'SS-Oberscharführer Rochus Misch, un membro del Führerbegleitkommando e capo delle comunicazioni nel Führerbunker, e le dichiarazioni del Segretario di Stato presso il Ministero della Propaganda, Werner Naumann. Naumann e Misch entrambi dichiararono che fu il dr. Stumpfegger a preparare il narcotico addolcito che addormentò i figli di Goebbels e che Magda Goebbels li uccise rompendogli delle capsule di cianuro tra i denti.
I tribunali tedeschi rifiutarono di condannare Kunz che continuò a praticare la professione di dentista, molto apprezzato, fino alla morte. Morì a Freudenstadt nel 1976 ed è stato sepolto nel cimitero municipale (Städtischer Friedhof), settore R, doppia tomba n°10/11.